# Амбасада Украјине у Београду
Амбасада Украјине у Републици Србији (укр. Посольство України в Республіці Сербія) је дипломатско представништво Украјине у Републике Србије. Налази се у улици Паје Адамова 4, Београд, Републике Србије. Тренутни украјински амбасадор је Володимир Толкач.

## Историја дипломатских односа
Дипломатски односи на нивоу амбасада између Украјине и Савезне Републике Југославије (СРЈ) су успостављени 15. априла 1994. године.
Од 2015. године Олександр Александрович на дужности амбасадора Украјине у Србији.